# クラウディネイ・ダ・シルバ
クラウディネイ・キリーノ・ダ・シルバ（Claudinei Quirino da Silva、1970年11月19日 ‐ ）は、ブラジル・レンソイス・パウリスタ出身で短距離走を専門にしていた元陸上競技選手。200mの自己ベストは南アメリカ歴代2位（元南アメリカ記録）およびブラジル記録の19秒89。世界大会でのメダル獲得は、200mは1997年アテネ世界選手権で銅メダル、1999年セビリア世界選手権で銀メダルを獲得。4×100mリレーは1999年セビリア世界選手権で銅メダル、2000年シドニーオリンピックで銀メダルを獲得している。

## 経歴
1995年8月、世界選手権初出場となったイェーテボリ世界選手権は男子200mで決勝に進出し、20秒40（+0.5）の5位に入った。
1997年8月、アテネ世界選手権は男子200mで2大会連続の決勝に進出すると、決勝ではアト・ボルドン（20秒04）、フランク・フレデリクス（20秒23）に次ぐ20秒26（+2.3）で3位に入り、200mでは女子も含めブラジル勢初のメダリストとなった。
1999年8月、セビリア世界選手権は男子200mで3大会連続の決勝に進出すると、決勝では20秒00の自己ベスト（当時）をマークし、モーリス・グリーン（19秒90）に次ぐ2位に入り銀メダルを獲得した。男子4×100mリレーではブラジルチーム（ラファエル・デ・オリベイラ、ダ・シルバ、エジソン・リベイロ、アンドレ・ダ・シルバ）の2走を務め、38秒05の南アメリカ記録（当時）を樹立しての4位に貢献した。その後、3位だったナイジェリアがInnocent Asonzeのドーピングにより2005年にメダルを剥奪されたため、ブラジルが繰り上がり銅メダルを獲得した。
1999年9月11日、セビリア世界選手権の男子200m決勝から約2週間後に行われたグランプリファイナルの男子200mでは19秒89（-0.8）の南アメリカ記録（当時）を樹立し、セビリア世界選手権金メダリストのモーリス・グリーン（19秒90）に競り勝ち初優勝を成し遂げた。この時に記録した19秒89は、同じブラジルのロブソン・ダ・シルバが1989年に記録した19秒96を更新するものだったが、この記録は2009年8月にパナマのアロンソ・エドワードによって更新された。
2000年9月、2度目のオリンピック出場となったシドニーオリンピックは男子200mで初めて決勝に進出したものの、20秒28（-0.6）の6位に終わりメダルを獲得できなかった。しかし、男子4×100mリレーではブラジルチーム（ビセンチ・デ・リマ、エジソン・リベイロ、アンドレ・ダ・シルバ、ダ・シルバ）のアンカーを務め、37秒90の南アメリカ記録を樹立しての銀メダル獲得に貢献した。これはオリンピックと世界選手権を通じて、4×100mリレーにおけるブラジル最高成績となっている。

## 自己ベスト
記録欄の（　）内の数字は風速（m/s）で、+は追い風、-は向かい風を意味する。
| 種目    | 記録            | 年月日        | 場所           | 備考                                              |
| 屋外    | 屋外            | 屋外          | 屋外           | 屋外                                              |
| ------- | --------------- | ------------- | -------------- | ------------------------------------------------- |
| 100m    | 10秒12 (+1.0)   | 1999年5月22日 | アメリカーナ   |                                                   |
| 200m    | 19秒89 (-0.8)   | 1999年9月11日 | ミュンヘン     | ブラジル記録 南アメリカ歴代2位 (元南アメリカ記録) |
| 400m    | 46秒14          | 2000年8月22日 | ヴィアレッジョ |                                                   |
| 4x100mR | 37秒90 (4走)    | 2000年9月30日 | シドニー       | 南アメリカ記録                                    |
| 4x400mR | 2分58秒56 (3走) | 1999年7月30日 | ウィニペグ     | 南アメリカ記録                                    |
| 室内    |                 |               |                |                                                   |
| 200m    | 21秒58          | 1997年3月7日  | パリ           |                                                   |
| 4x400mR | 3分10秒50 (1走) | 1997年3月8日  | パリ           | 南アメリカ記録                                    |

## 主要大会成績
備考欄の記録は当時のもの
| 年   | 大会                        | 場所               | 種目    | 結果            | 記録            | 備考                                                        |
| ---- | --------------------------- | ------------------ | ------- | --------------- | --------------- | ----------------------------------------------------------- |
| 1994 | イベロアメリカ選手権 (en)   | マル・デル・プラタ | 4x100mR | 2位             | 40秒53 (3走)    |                                                             |
| 1994 | イベロアメリカ選手権 (en)   | マル・デル・プラタ | 100m    | 8位             | 10秒75 (+3.2)   |                                                             |
| 1994 | 南アメリカ競技大会 (en)     | バレンシア         | 100m    | 2位             |                 |                                                             |
| 1994 | 南アメリカ競技大会 (en)     | バレンシア         | 200m    | 2位             |                 |                                                             |
| 1995 | 南アメリカ選手権 (en)       | マナウス           | 200m    | 2位             | 20秒68          |                                                             |
| 1995 | 世界選手権                  | イェーテボリ       | 200m    | 5位             | 20秒40 (+0.5)   |                                                             |
| 1996 | オリンピック                | アトランタ         | 200m    | 2次予選途中棄権 | DNF             |                                                             |
| 1997 | 南アメリカ選手権 (en)       | マル・デル・プラタ | 200m    | 優勝            | 21秒06          |                                                             |
| 1997 | 南アメリカ選手権 (en)       | マル・デル・プラタ | 4x100mR | 優勝            | 40秒07          |                                                             |
| 1997 | 世界室内選手権              | パリ               | 200m    | 予選2組4着      | 21秒58          |                                                             |
| 1997 | 世界室内選手権              | パリ               | 4x400mR | 予選1組5着      | 3分10秒50 (1走) | 南米記録                                                    |
| 1997 | 世界選手権                  | アテネ             | 200m    | 3位             | 20秒26 (+2.3)   | ブラジル初のメダル                                          |
| 1997 | 世界選手権                  | アテネ             | 4x100mR | 6位             | 38秒48 (2走)    | 準決勝38秒17：南米記録                                      |
| 1998 | ワールドカップ (en)         | ヨハネスブルグ     | 4x100mR | 4位             | 38秒33 (4走)    | アメリカ大陸代表の混成チーム                                |
| 1999 | 南アメリカ選手権 (en)       | ボゴタ             | 100m    | 決勝途中棄権    | DNF             |                                                             |
| 1999 | 南アメリカ選手権 (en)       | ボゴタ             | 4x100mR | 優勝            | 38秒46          | 大会記録                                                    |
| 1999 | パンアメリカン競技大会 (en) | ウィニペグ         | 100m    | 3位             | 10秒13 (+0.4)   |                                                             |
| 1999 | パンアメリカン競技大会 (en) | ウィニペグ         | 200m    | 優勝            | 20秒30 (-1.9)   |                                                             |
| 1999 | パンアメリカン競技大会 (en) | ウィニペグ         | 4x100mR | 優勝            | 38秒18 (2走)    | 大会記録                                                    |
| 1999 | パンアメリカン競技大会 (en) | ウィニペグ         | 4x400mR | 2位             | 2分58秒56 (3走) | 南米記録                                                    |
| 1999 | 世界選手権                  | セビリア           | 200m    | 2位             | 20秒00 (+1.2)   | ブラジル最高成績                                            |
| 1999 | 世界選手権                  | セビリア           | 4x100mR | 3位             | 38秒05 (2走)    | 南米記録 大会終了後に4位→3位へ繰り上がり ブラジル初のメダル |
| 1999 | グランプリファイナル (en)   | ミュンヘン         | 200m    | 優勝            | 19秒89 (-0.8)   | 南米記録 2位と0秒01差                                       |
| 2000 | イベロアメリカ選手権 (en)   | リオデジャネイロ   | 200m    | 優勝            | 20秒23 (+0.6)   |                                                             |
| 2000 | イベロアメリカ選手権 (en)   | リオデジャネイロ   | 4x100mR | 優勝            | 38秒24 (4走)    | 大会記録                                                    |
| 2000 | オリンピック                | シドニー           | 200m    | 6位             | 20秒28 (-0.6)   |                                                             |
| 2000 | オリンピック                | シドニー           | 4x100mR | 2位             | 37秒90 (4走)    | 南米記録 ブラジル最高成績                                   |
| 2001 | 世界選手権                  | エドモントン       | 200m    | 準決勝2組8着    | 20秒64 (+0.7)   |                                                             |
| 2001 | 世界選手権                  | エドモントン       | 4x100mR | 決勝途中棄権    | DNF (4走)       |                                                             |
| 2001 | 世界選手権                  | エドモントン       | 4x400mR | 予選2組1着      | 3分00秒75 (1走) | 決勝進出                                                    |
| 2003 | 南アメリカ選手権 (en)       | バルキシメト       | 200m    | 2位             | 20秒63          |                                                             |
| 2003 | パンアメリカン競技大会 (en) | サントドミンゴ     | 200m    | 7位             | 20秒99 (+0.6)   |                                                             |
| 2003 | パンアメリカン競技大会 (en) | サントドミンゴ     | 4x100mR | 優勝            | 38秒44 (4走)    | 決勝のみ出走                                                |